# Vodafone 903SH
Vodafone 903SH（ボーダフォン903SH）は、ソフトバンクモバイル（旧・ボーダフォン日本法人）が販売するW-CDMA通信方式のSoftBank 3Gサービスを利用可能な携帯電話端末である。ボーダフォン（発売当時）初の業界最高レベルの3.2メガピクセルカメラを搭載して2005年8月12日に発売された。シャープ製。JATE通過日は2005年4月22日。

## 評判
カメラ機能では、320万画素である上に光学ズーム対応とケータイカメラの最高峰にある。画面にもモバイルASV液晶を採用しているので綺麗である。ユーザーインタフェースに関しても前端末（902SH）と比較して改善されている。欧州ではSharp 903として発売されている。なお、北米では未発売であるがカメラ機能が市場にある携帯より高く、SIMロックを解放し次第北米で使用可能ということで、高額で輸入されている。文章入力中に特定の文字列を入力するとフリーズや再起動が起こる不具合の発生が発表され、預かり修理による対応が行われるに到った。搭載されている日本語入力システムのケータイShoinに起因する。